# Circuito di Reims
Il circuito di Reims era un tracciato stradale per competizioni automobilistiche che si snodava nelle vicinanze della città francese di Reims, nella Marna.

## Le gare
Ha ospitato quattordici edizioni del Gran Premio di Francia, nel 1938, nel 1939 (in questi casi valido per il campionato europeo di automobilismo), nel 1948 e poi undici valevoli per il campionato mondiale di Formula 1 (dal 1950 al 1951, dal 1953 al 1954, nel 1956, dal 1958 al 1961, nel 1963 e nel 1966); a queste se ne aggiungono due del Gran Premio di Francia del Motomondiale (nel 1954 e nel 1955); inoltre ospitò il Gran Premio della Marna. L'ultima gara automobilistica si svolse nel 1969, mentre l'ultima competizione in assoluto (una prova del campionato francese di motociclismo) avvenne nel 1972. 

## Storia
Creato nel 1926 dall'Automobile Club de Champagne, il circuito era di forma grosso modo triangolare, era molto veloce ed utilizzava le strade ordinarie tra i comuni di Gueux, La Garenne-Colombes e Thillois, nonché parte della Route Nationale 31, per un totale di 7.815 metri di lunghezza. Fino al 1952 era noto come Reims-Gueux; in quell'anno fu eliminata la lenta sezione che si snodava all'interno del villaggio di Gueux del tracciato originale, permettendo medie velocistiche ancora più alte e portando la lunghezza del Circuit Routier de Competition a 8.347 metri. Dal 2005 il vecchio complesso del paddock e della tribuna principale del circuito, preservato e restaurato a cura di un gruppo di appassionati, è classificato monumento storico.

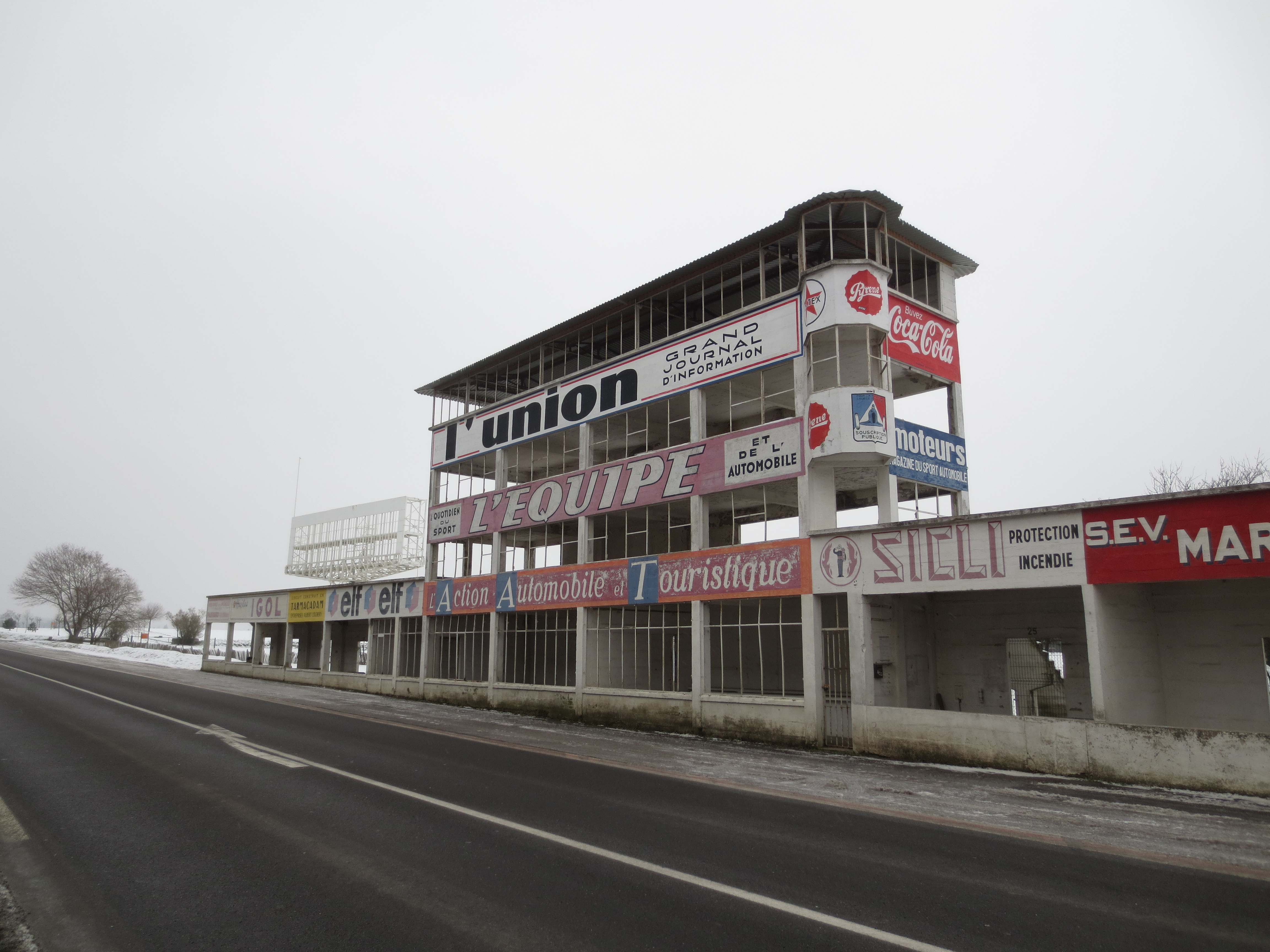
I box
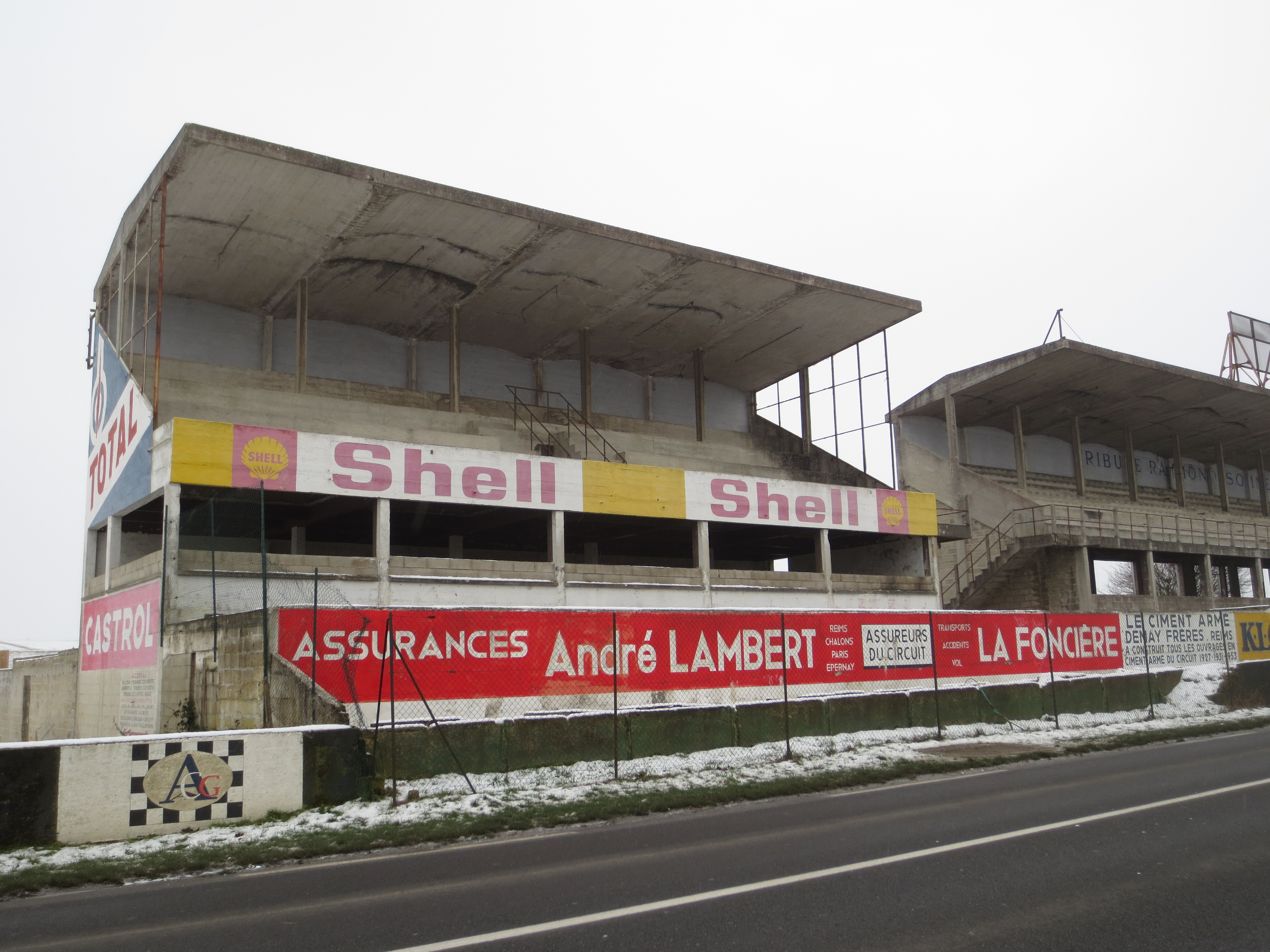
Tribune nella zona d'arrivo

## Mappe del circuito

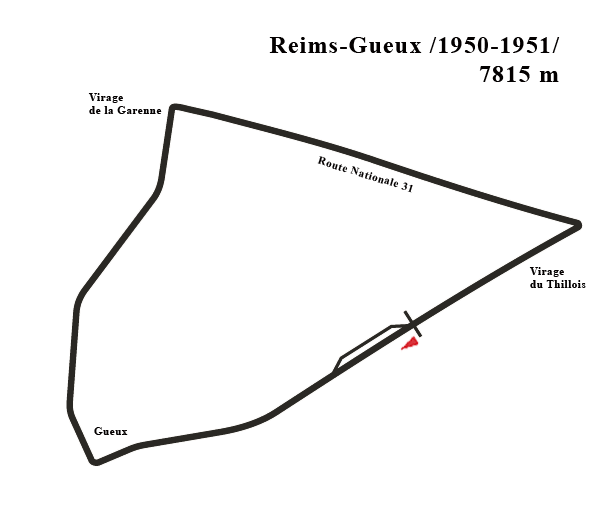
La configurazione di 7.815 metri utilizzata dal 1926 al 1951 (e nelle prime due edizioni del Campionato mondiale di Formula 1)